# Hormazd II

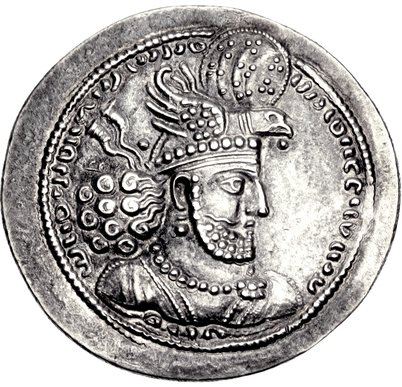
Munt met beeld van Hormazd II

Hormazd II of Hormuz II was een sjah van de Sassaniden, van 302 tot 309, een dynastie die van de 3e eeuw tot 651 over het gebied dat nu Iran is heerste. Hormuzd II was de achtste sjah van de Sassaniden. Hij volgde zijn vader Narses op.
Tijdens zijn regeerperiode kwam hij in conflict met een opkomend koninkrijk, dat van de Lakhmiden.
Na zijn dood werden zijn opvolgers uit de weggeruimd. Zijn zoon Shapur II werd volgens de traditie In utero gekroond.